# Juan Pérez de Gijón
Juan Pérez de Gijón (fl. 1460-1500) fue un compositor español del Renacimiento.

## Vida
Es extremadamente poco lo que se sabe sobre la vida de este compositor. Se conoce un Juan Pérez de Gijón cantor en la corte aragonesa de Fernando el Católico en Nápoles hacia 1480, que se identifica con el compositor. Gijón habría sido uno de los cuatro cantores de la capilla real de Fernando II que además compusieron música, siendo los otros tres Juan Alvarez de Almorox, Antonio de Contreras y el sobresaliente Francisco de la Torre.
Barbieri sugirió que antes de ingresar en la capilla real aragonesa habría sido canónigo del coro del abad de la iglesia colegiata de los Santos Justo y Pastor de Alcalá de Henares.
Juan Pérez de Gijón fue designado cantor y capellán del rey Fernando II de Aragón el 27 de febrero de 1480 con un salario de 30000 maravedís y permaneció en la capilla de música al servicio del rey hasta finales de abril de 1492.
En 1487 se presentó a una canonjía en Coria o Sevilla, pero sin éxito. Se conserva una misiva que el rey Fernando envió a Íñigo López de Mendoza, segundo conde de Tendilla, el 4 de marzo de 1487, en la que indica su deseo de que se le conceda a Gijón una canonjía en las catedrales de Toledo o Sevilla. El musicólogo Roger Boase especula con que Gijón hubiera podido entrar al servicio de López de Mendoza tras 1992, cuando este ocupaba el cargo de alcaide de La Alhambra en Granada. El conde estaba muy interesado en la música y empleaba a varios músicos, entre los que se contaba al cantante y vihuelista Rodrigo Donaire. Por otra parte, Tess Knighton lo identifica posiblemente con un cantor Juan Pérez mencionado en julio de 1508 en la Catedral de Toledo.

## Obra

### Cancionero de Palacio
Es uno de los compositores de canciones profanas que contribuyeron al enorme Cancionero Musical de Palacio, la colección de manuscritos de música más grande y diversa de España en la época de Colón. Lo más probable es que este manuscrito fuera copiado para el rey Fernando II de Aragón, y puede representar su gusto personal.
En el Cancionero de Palacio se conservan dos composiciones de Gijón, Al dolor de mi cuidado y Ruego a Dios que amando mueras, dos canciones a tres voces, ambas editadas en notación moderna por Higinio Anglés. El Ruego a Dios que amando mueras resulta interesante por la introducción del cantus firmus en el tenor. Tanto la letra como la música corresponden a los responsorios de difuntos Memento mei, Deus.

### Cancionero de la Colombina
Además de las canciones encontradas en este manuscrito, algunas canciones atribuidas a Pérez de Gijón también están en el Cancionero de la Colombina, un manuscrito sevillano de finales del siglo XV; este manuscrito formaba parte de la biblioteca de Hernando Colón, hijo del explorador, en 1534.
Pérez aparece aquí como compositor de Al dolor de mi cuydado, una canción a tres voces en el verso del folio 53 del Cancionero de la Colombina, con letra de Garci Sánchez de Badajoz.

Al dolor de mi cuidado
siempre le creçe tristura,
mas nunca será mudado
por mal que diga ventura.

Ell esperança perdida
y el pensamiento dudoso
con un bevir congoxoso
me da muerte conoçida.
Esfuerça con la cordura,
que mueres desesperado,
mas no por eso mudado
por mal que diga ventura.

El estilo musical es el de la generación anterior a Juan del Encina, frases melódicas delineadas en cadencias de las tres voces que se prolongan en melismas. Hay señales de imitación, pero domina el siperios melódicamente.